# Лю Цзе
Лю Цзе (кит. 刘捷, род. в январе 1970, Даньян, Цзянсу) — китайский политический деятель, секретарь (глава) городского партийного комитета КПК Ханчжоу с августа 2021 года.

## Биография
Родился в январе 1970 года в городе Даньян, провинция Цзянсу.

### Образование
С сентября 1988 по август 1992 года учился в Пекинском научно-техническом университете по специальности «чёрная металлургия». В 2003 году окончил Уханьский научно-технический университет, получив степень магистра (инженера) по той же специальности. До 2008 года обучался экономике ресурсодобывающей промышленности, получив в итоге степень доктора технических наук в Китайском университете геонаук в Ухане.

### Карьера
С августа 1992 по декабрь 2003 года работал в компании Xiangtan Iron and Steel Company в провинции Хунань, где последовательно прошёл должности рядового техника, заместителя директора конверторного цеха, заместителя директора и директора сталелитейного завода.
С августа 2008 по июнь 2011 года Лю Цзе работал на должности заведующего отделом торговли провинции Хунань, а с июня по декабрь того же года совмещал эту должность с постом заместителя секретаря рабкома КПК городского кластера Чанчжусян.
В декабре 2011 года назначен заместителем секретаря горкома КПК — главой городского комитета Синьюй, в августе 2013 года переведён на должность секретаря горкома КПК этого же города. С сентября по ноябрь 2016 года занимал должность парторга партийного комитета КПК провинции Цзянси в ранге заведующего отделом. С ноября 2016 по май 2018 года входил в Постоянный комитет парткома Цзянси.
В мае 2018 года переведён в провинцию Гуйчжоу, где по июль 2020 года являлся парторгом комитета КПК провинции и входил в его Постоянный комитет, а затем до сентября 2020 года возглавлял организационный отдел парткома и одновременно партийную школу провинции.
В августе 2021 года после ухода Чжоу Цзянъюня в отставку по результатам расследования в отношении него Центральной комиссией КПК по проверке дисциплины, Лю Цзе назначен временно исполняющим обязанности секретаря горкома КПК Ханчжоу, и 26 февраля следующего года был официально избран секретарём (главой) городского комитета партии Ханчжоу — членом комитета КПК провинции Чжэцзян.